# Lista de governadores das unidades federativas do Brasil (1999–2003)
Esta é uma lista dos governadores e vice-governadores das 27 unidades federativas do Brasil durante o mandato 1999-2003.
Para efeito de informação foi considerada a extensão dos mandatos originalmente previstos em lei. No caso em tela eles se estenderam de 1º de janeiro de 1999 a 1º de janeiro de 2003. Nesse pleito houve a primeira experiência envolvendo o instituto da reeleição para cargos executivos.
| Bandeira                          | UF | Governador (a)                      | Partido                                          | Vice-governador (a)                 | Partido                                          | Mandato                                                                                         | Notas                                                                                  |
| --------------------------------- | -- | ----------------------------------- | ------------------------------------------------ | ----------------------------------- | ------------------------------------------------ | ----------------------------------------------------------------------------------------------- | -------------------------------------------------------------------------------------- |
|                                   | AC | Jorge Viana                         | Partido dos Trabalhadores PT                     | Edson Cadaxo                        | Partido da Social Democracia Brasileira PSDB     | 1999-2003                                                                                       |                                                                                        |
|                                   | AL | Ronaldo Lessa                       | Partido Socialista Brasileiro PSB                | Geraldo Sampaio                     | Partido Democrático Trabalhista PDT              | 1999-2003                                                                                       |                                                                                        |
|                                   | AP | João Capiberibe                     | Partido Socialista Brasileiro PSB                | Dalva Figueiredo                    | Partido dos Trabalhadores PT                     | 1999-2002                                                                                       | Reeleito em 1º turno, renunciou ao mandato para concorrer a uma vaga no Senado Federal |
| Dalva Figueiredo                  | AP | Partido dos Trabalhadores PT        | Cargo Vago                                       | -                                   | 2002-2003                                        | Vice-governadora eleita diplomada no cargo devido a renúncia do titular                         |                                                                                        |
|                                   | AM | Amazonino Mendes                    | Partido da Frente Liberal PFL                    | Samuel Hanan                        | -                                                | 1999-2003                                                                                       | Reeleito em 1º turno                                                                   |
|                                   | BA | César Borges                        | Partido da Frente Liberal PFL                    | Otto Alencar                        | Partido Liberal PL                               | 1999-2003                                                                                       | Reeleito em 1º turno, renunciou ao mandato para concorrer a uma vaga no Senado Federal |
| Otto Alencar                      | BA | Partido Liberal PL                  | Cargo Vago                                       | -                                   | 2003                                             | Vice-governador eleito diplomada no cargo, devido a renúncia do titular                         |                                                                                        |
|                                   | CE | Tasso Jereissati                    | Partido da Social Democracia Brasileira PSDB     | Beni Veras                          | Partido da Social Democracia Brasileira PSDB     | 1999-2003                                                                                       | Reeleito em 1º turno                                                                   |
|                                   | DF | Joaquim Roriz                       | Partido do Movimento Democrático Brasileiro PMDB | Benedito Domingos                   | Partido Progressista Brasileiro PPB              | 1999-2003                                                                                       |                                                                                        |
|                                   | ES | José Inácio Ferreira                | Partido da Social Democracia Brasileira PSDB     | Celso José Vasconcelos              | -                                                | 1999-2003                                                                                       |                                                                                        |
| Partido Trabalhista Nacional PTN  | ES | José Inácio Ferreira                |                                                  | Celso José Vasconcelos              | -                                                | 1999-2003                                                                                       |                                                                                        |
|                                   | GO | Marconi Perillo                     | Partido da Social Democracia Brasileira PSDB     | Alcides Rodrigues                   | Partido Progressista Brasileiro PPB              | 1999-2003                                                                                       | Renunciou à Câmara                                                                     |
|                                   | MA | Roseana Sarney                      | Partido da Frente Liberal PFL                    | José Reinaldo Tavares               | Partido da Frente Liberal PFL                    | 1999-2003                                                                                       | Reeleita em 1º turno                                                                   |
|                                   | MT | Dante de Oliveira                   | Partido da Social Democracia Brasileira PSDB     | Rogério Salles                      | Partido da Social Democracia Brasileira PSDB     | 1999-2002                                                                                       | Reeleito em 1º turno                                                                   |
| Rogério Salles                    | MT | Cargo Vago                          | Partido da Social Democracia Brasileira PSDB     | -                                   | 2002-2003                                        | Vice-governador eleito no exercício do mandato devido a renúncia do titular.                    |                                                                                        |
|                                   | MS | Zeca do PT                          | Partido dos Trabalhadores PT                     | Moacir Kohl                         | Partido Democrático Trabalhista PDT              | 1999-2003                                                                                       |                                                                                        |
|                                   | MG | Itamar Franco                       | Partido do Movimento Democrático Brasileiro PMDB | Newton Cardoso                      | Partido do Movimento Democrático Brasileiro PMDB | 1999-2003                                                                                       |                                                                                        |
|                                   | PA | Almir Gabriel                       | Partido da Social Democracia Brasileira PSDB     | Hildegardo Nunes                    | Partido Trabalhista Brasileiro PTB               | 1999-2003                                                                                       | Reeleito em 2º turno                                                                   |
|                                   | PB | José Maranhão                       | Partido do Movimento Democrático Brasileiro PMDB | José Maranhão                       | Partido do Movimento Democrático Brasileiro PMDB | 1999-2003                                                                                       | Reeleito em 1º turno                                                                   |
|                                   | PR | Jaime Lerner                        | Partido da Frente Liberal PFL                    | Emília Belinati                     | Partido Socialista Brasileiro PSB                | 1999-2003                                                                                       | Reeleito em 1º turno                                                                   |
|                                   | PE | Jarbas Vasconcelos                  | Partido do Movimento Democrático Brasileiro PMDB | Mendonça Filho                      | Partido da Frente Liberal PFL                    | 1999-2003                                                                                       |                                                                                        |
|                                   | PI | Mão Santa                           | Partido do Movimento Democrático Brasileiro PMDB | Osmar Júnior                        | Partido Comunista do Brasil PCdoB                | 1999-2003                                                                                       | Reeleito em 2º turno, cassado em 2001 pelo TSE.                                        |
| Kléber Eulálio                    | PI | Cargo Vago                          | Partido do Movimento Democrático Brasileiro PMDB | -                                   | 2001                                             | Presidente da assembleia legislativa no cargo de governador devido cassação do titular.         |                                                                                        |
| Hugo Napoleão do Rego Neto        | PI | Felipe Mendes de Oliveira           | Partido do Movimento Democrático Brasileiro PMDB | Partido Progressista Brasileiro PPB | 2001-2003                                        | Segundo colocado nas eleições estaduais do Piauí em 1998. assumiu o mandato por decisão do TSE. |                                                                                        |
|                                   | RJ | Anthony Garotinho                   | Partido Democrático Trabalhista PDT              | Benedita da Silva                   | Partido dos Trabalhadores PT                     | 1999-2002                                                                                       | Renunciou o mandato para candidatar-se a presidência da república.                     |
| Partido Socialista Brasileiro PSB | RJ | Anthony Garotinho                   |                                                  | Benedita da Silva                   | Partido dos Trabalhadores PT                     | 1999-2002                                                                                       | Renunciou o mandato para candidatar-se a presidência da república.                     |
| Benedita da Silva                 | RJ | Partido dos Trabalhadores PT        | Cargo Vago                                       | -                                   | 2002-2003                                        | Vice-governadora eleita no exercício do mandato devido a renúncia do titular                    |                                                                                        |
|                                   | RN | Garibaldi Alves Filho               | Partido do Movimento Democrático Brasileiro PMDB | Fernando Freire                     | Partido Progressista Brasileiro PPB              | 1999-2002                                                                                       | Reeleito em 1º turno, renunciou ao mandato para concorrer uma vaga no Senado Federal.  |
| Fernando Freire                   | RN | Partido Progressista Brasileiro PPB | Cargo Vago                                       | -                                   | 2002-2003                                        | Vice-governadora eleita no exercício do mandato devido a renúncia do titular                    |                                                                                        |
|                                   | RS | Olívio Dutra                        | Partido dos Trabalhadores PT                     | Miguel Rossetto                     | Partido dos Trabalhadores PT                     | 1999-2003                                                                                       |                                                                                        |
|                                   | RR | José Bianco                         | Partido da Frente Liberal PFL                    | Miguel de Souza                     | -                                                | 1999-2003                                                                                       |                                                                                        |
|                                   | RO | Neudo Campos                        | Partido Progressista Brasileiro PPB              | Flamarion Portela                   | Partido Progressista Brasileiro PPB              | 1999-2002                                                                                       | Reeleito em 2º turno, renunciou ao cargo para concorrer uma vaga no Senado Federal.    |
| Flamarion Portela                 | RO | Cargo Vago                          | Partido Progressista Brasileiro PPB              | -                                   | 2002-2003                                        | Vice                                                                                            |                                                                                        |
|                                   | SC | Esperidião Amin                     | Partido Progressista Brasileiro PPB              | Paulo Roberto Bauer                 | Partido da Frente Liberal PFL                    | 1999-2003                                                                                       | Renunciou ao Senado                                                                    |
|                                   | SP | Mário Covas                         | Partido da Social Democracia Brasileira PSDB     | Geraldo Alckimin                    | Partido da Social Democracia Brasileira PSDB     | 1999-2001                                                                                       | Reeleito em 2º turno, faleceu no exercício do mandato em 6 de março de 2001            |
| Geraldo Alckimin                  | SP | Cargo Vago                          | Partido da Social Democracia Brasileira PSDB     | -                                   | 2001-2003                                        | Vice-governador eleito no exercício do mandato devido ao falecimento do titular.                |                                                                                        |
|                                   | SE | Albano Franco                       | Partido da Social Democracia Brasileira PSDB     | José Carlos Machado                 | Partido da Frente Liberal PFL                    | 1999-2003                                                                                       | Reeleito em 2º turno                                                                   |
|                                   | TO | Siqueira Campos                     | Partido da Frente Liberal PFL                    | João Lisboa da Cruz                 | Partido Progressista Brasileiro PPB              | 1999-2003                                                                                       | Reeleito em 1º turno                                                                   |
| Cargo Vago                        | TO | Siqueira Campos                     | Partido da Frente Liberal PFL                    | -                                   | 1999-2000                                        |                                                                                                 |                                                                                        |

## Histórico
Bem-sucedido ao assegurar a vitória de Fernando Henrique Cardoso em primeiro turno, o instituto da reeleição animou vinte e três dos vinte e sete governadores a concorrerem a um novo mandato sendo que quinze lograram êxito. Nesta estatística incluimos Siqueira Campos que renunciou ao cargo para permitir a candidatura do filho ao Senado. Em sua ausência o Tocantins foi governado por Raimundo Pires que não disputou um novo mandato.
Dentre os reeleitos cinco trocaram de partido (Amazonas, Mato Grosso, Paraná, Roraima e Tocantins) sendo que dos governadores eleitos em 1994 dois renunciaram ao cargo para disputar as eleições (Bahia e Goiás) e outros dois (Espírito Santo e Mato Grosso do Sul) não disputaram qualquer cargo nas eleições de 1998.
Na Bahia o vice-governador Otto Alencar (PL) tomou posse após a renúncia do então governador César Borges (PFL) para concorrer a uma vaga no Senado Federal, em 2002. César disputava a reeleição e fora eleito em primeiro turno derrotando Zezéu Ribeiro do PT e o ex-governador João Durval Carneiro, do PDT. Em Goiás Naphtali Alves de Sousa não almejou um novo mandato e ainda entregou o governo a Helenês Cândido, presidente da Assembléia Legislativa, após ser escolhido conselheiro do Tribunal de Contas do Estado.
Todos os eleitos em outubro de 1998 tomaram posse no primeiro dia do ano seguinte exceto o governador paulista Mário Covas (PSDB) que por razões de saúde foi substituído pelo vice-governador Geraldo Alckmin (PSDB) e retornou ao poder somente em 10 de janeiro de 1999. Mário Covas viria a falecer em 6 de março de 2001.
O governador do Piauí foi cassado pelo Tribunal Superior Eleitoral em 6 de novembro de 2001 sob a acusação de abuso do poder econômico durante a campanha eleitoral.
Anthony Garotinho (PSB), renunciou ao mandato de governador do Rio de Janeiro para concorrer à Presidência da República, a Vice-governadora eleita Benedita da Silva (PT) assumiu o cargo.